# Tephrodornis pondicerianus
Tephrodornis pondicerianus е вид птица от семейство Tephrodornithidae.

## Разпространение
Видът е разпространен в Бангладеш, Бутан, Виетнам, Индия, Камбоджа, Лаос, Мианмар, Непал, Пакистан, Тайланд и Шри Ланка.